# Местоблюстител
Местоблюстител (на гръцки: τοποτηρητής) в православието е свещеник, временно изпълняващ задълженията на ръководител на православна общност.
Такова заместване се налага, когато избраният предстоятел не е в състояние – обикновено поради тежко заболяване, да изпълнява своите задължения.
Често се използва в израза патриаршески местоблюстител (или блюстител на патриаршески престол). Тогава той е епископ, временно изпълняващ задълженията на патриарха като предстоятел на поместна църква. В онези църкви, в които предстоятелят носи титла архиепископ, длъжността се нарича местоблюстител на архиепископски престол; съответно ако поместна църква се оглавява от митрополит, то избраният за временен глава се нарича местоблюстител на митропрополитски престол. В случаите на заместване на предстоятели техните временни заместници обикновено се избират от ръководния орган на съответната поместна църква – свети синод или др.
Терминът се използва също за митрополия, епархия и други православни общности.